# DAR 4
O DAR 4 foi um protótipo de avião comercial biposto para quatro passageiros construído na Bulgária na década de 1930.

## Design e desenvolvimento
O DAR 4 foi um avião biplano convencional, possuía montantes desiguais entre as asas. A fuselagem oferecia cobertura total para dois pilotos e quatro passageiros. Uma característica do design era que a asa superior não era montada diretamente na fuselagem como em projetos comuns de aviões biplanos, mas era elevada sobre a cabine com os montantes. Possuía três motores radiais, sendo um no nariz e um montado em cada lado na asa inferior. A sua performance foi desapontadora, em particular, o estreito trem de pouso triciclo que criava dificuldades. Após o primeiro protótipo, nenhum outro exemplar foi construído.

## Especificações
Descrições gerais
- Comprimento: 10 m (33 ft)
- Envergadura: 14 m (46 ft)
- Área alar: 44,1 m² (475 ft²)
- Peso vazio: 1 830 kg (4 030 lb)
- Peso bruto (carregado): 2 670 kg (5 890 lb)

Motorização
- Número de motores: 3x
- Tipo do motor: motores radiais a pistão refrigerado a ar Walter Mars I
- Fabricante/modelo: 145

Performance
- Velocidade máxima: 195 km/h (121 mph)
- Alcance: 750 km (466 mi)
- Tecto de serviço: 4 500 m (14 800 ft)